# Шимановиці-Гурні
Шимановиці-Гурні (пол. Szymanowice Górne) — село в Польщі, у гміні Клімонтув Сандомирського повіту Свентокшиського воєводства.
Населення — 165 осіб (2011).
У 1975-1998 роках село належало до Тарнобжезького воєводства.

## Демографія
Демографічна структура на день 31 березня 2011 року:
|          | Загалом | Допрацездатний вік | Працездатний вік | Постпрацездатний вік |
| -------- | ------- | ------------------ | ---------------- | -------------------- |
| Чоловіки | 81      | 17                 | 60               | 4                    |
| Жінки    | 84      | 23                 | 47               | 14                   |
| Разом    | 165     | 40                 | 107              | 18                   |